# Idaea bilinea
Idaea bilinea là một loài bướm đêm trong họ Geometridae.